# Митрофан (Русинов)
Митрофа́н (у миру: Євла́мпій Володи́мирович Руси́нов; нар. 10 жовтня 1881, слобода Казинка, Павловський повіт, Воронезька губернія — †23 червня 1938, Копили) — єпископ Російської православної церкви.

## Життєпис
Був одним зі шести дітей православного диякона Володимира Русинова. Його брат Іоанн (після прийняття обітниці — отець Тихон) теж став православним єпископом. 1904 року Митрофан закінчив духовну семінарію у Воронежі, а потім у 1915 році Санкт-Петербурзьку духовну академію, здобувши звання кандидата богословських наук. З 1916 по 1918, він викладав у Воронезькій духовній семінарії аж до її закриття більшовицькою владою. Ймовірно, ще до ліквідації школи Євлампій Русинов прийняв чернечий постриг, і до 1921 року був зведений у сан архімандрита. 1923 року приєднався до руху «Жива Церква» і в його рамках єпископ Серафим Мещеряков висвятив його на єпископа Лукоянівського, вікарія Нижегородської єпархії. Вже наступного року єпископ Митрофан розчарувався у цілях і діяльності оновленського руху і приніс покаяння перед Патріархом Московським і всієї Росії Тихоном, так що зміг бути повторно допущеним до Російської Православної Церкви і вдруге, цього разу канонічно, був висвячений на єпископа. 1924 року був призначений допоміжним єпископом Орловської єпархії з титулом єпископа Болховського; ще в тому самому році став вікарієм Воронезької єпархії з титулом єпископа Уразовського.
Заарештований у грудні 1924 у Воронежі, відмовився від будь-якої співпраці з ОГПУ. Звинувачений у веденні контрреволюційної агітації, зокрема поширенні ідеї самодержавства, до березня 1925 року залишався в ув'язненні. Після звільнення знову став вікарієм Воронезької єпархії, цього разу з титулом єпископа Валуйського. Підтримав рух григоріанців і деякий час засідав у його вищому органі та обіймав посаду григоріанського єпископа Воронезького. Знову повернувся до канонічної Російської Церкви в 1932 році, вчинивши покаянний акт перед патріаршим місцеблюстителем патріархату, митрополитом Московським Сергієм і як ставленик архієреїв старого поставлення прийнятий до РПЦ у сущому сані. 1933 року призначений єпископом Старооскільським, з 27 липня 1935 переведений на керівництво Полтавською єпархією РПЦ, яку очолював у званні єпископа Полтавського і Кременчуцького, з березня 1937 став єпископом Одеським.
26 лютого 1938 заарештований разом із 38 іншими людьми та звинувачений у керуванні антидержавною змовою монархістського і фашистського характеру. 23 квітня 1938 засуджений Особливою трійкою Управління НКВС по Полтавській області за статтями 54-8, 54-10 частина 1, 54-11 Карного кодексу УРСР до розстрілу з конфіскацією майна, страчений у червні 1938 у Копилах.
Реабілітований Полтавською обласною прокуратурою 22 червня 1990 року.